# Mieszczowsk
Mieszczowsk (ros. Мещовск, dawniej Mezeck, Мезецк) – miasto w obwodzie kałuskim Federacji Rosyjskiej, 85 km na południowy zachód od Kaługi, ludność 4 540 (2002).
Pierwszy raz wymieniony w 1238. Twierdza we władaniu Wielkiego Księstwa Litewskiego do 1503. Prawa miejskie 1776.

## Urodzeni w Mieszczowsku
- Wiaczesław Plehwe – rosyjski arystokrata pochodzenia niemieckiego i urzędnik państwowy